# Tuolumne Meadows
Tuolumne Meadows é uma área de prado rodeada de cúpulas graníticas nas proximidades do rio Tuolumne, na zona este do Parque Nacional de Yosemite, Califórnia, com uma elevação de aproximadamente 2627 metros.